# Topologia dei filtri elettronici

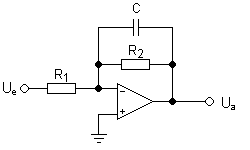
Una topologia di filtro elementare introduce un condensatore nel percorso di reazione di un amplificatore operazionale per ottenere un'implementazione attiva sbilanciata di una funzione di trasferimento passa-basso

La topologia dei filtri elettronici definisce i circuiti dei filtri elettronici senza tenere conto dei valori dei componenti utilizzati ma solo del modo in cui tali componenti sono connessi.
La progettazione di un filtro caratterizza principalmente i circuiti del filtro in base alla loro funzione di trasferimento piuttosto che in base alla loro topologia. Le funzioni di trasferimetno possono essere lineari o non lineari. I tipi comuni di funzione di trasferimento di filtri lineari sono: passa-alto, passa-basso, passa-banda, elimina-banda o notch e passa-tutto. Una volta scelta la funzione di trasferimento per un filtro, la particolare topologia per implementare per un tale filtro prototipo può essere selezionata in modo tale che, per esempio, si potrebbe scegliere di progettare un filtro Butterworth usiando la topologia Sallen-Key.
Le topologie dei filtri possono essere divise in topologie di tipo passivo e di tipo attivo. Le topologie passive sono composte esclusivamente di componenti passivi: resistori, condensatori e induttori. Le topologie attive includono anche componenti attivi (quali transistor, amplificatori operazionali ed altri circuiti integrati) che richiedono potenza. Inoltre, possono essere implementate topologie o in forma sbilanciata o in forma bilanciata quando impiegate in circuiti bilanciati. Implementazioni come mixer elettronici e stereofonia possono richiedere array di circuiti identici.

## Topologie passive
I filtri passivi sono stati a lungo in fase di sviluppo per migliorarne l'utilizzo. La maggior parte di essi sono costruiti da semplici quadripoli chiamati "sezioni". Non esiste una definizione formale di sezione tranne che essa deve avere almeno un componente in serie e un componente in shunt. Le sezioni sono inevitabilmente connesse secondo una topologia a "cascata" o a "daisy-chain", che consiste in copie aggiuntive della stessa sezione o di sezioni completamente diverse. Le regole per ottenere l'impedenza in serie e in parallelo combinano due sezioni costituite solo da componenti in serie o componenti in shunt in una singola sezione.
Ad alcuni filtri passivi, costituiti da solo una o due sezioni di filtro, vengono dati nomi speciali come sezione a L, sezione a T e sezione a Π (pi greco), che sono filtri sbilanciati, e sezione a C, sezione ad H e sezione a box, che sono bilanciate. Tutte sono realizzate seguendo una topologia a "scaletta" molto semplice (vedere sotto). Il grafico in fondo alla pagina mostra queste varie topologie in termini di generici filtri a costante k.
I filtri progettati usando il metodo della sintesi di rete (network synthesis) solitamente ripetono la forma più semplice di topologia con sezione a L sebbene i valori dei componenti possano cambiare in ogni sezione. I filtri progettati con il metodo immagine, d'altra parte, mantengono gli stessi valori per i componenti base da sezione a sezione sebbene la topologia possa variare e possa tendere a fare uso di sezioni più complesse.
Le sezioni a L non sono mai simmetriche, ma due sezioni a L disposte schiena contro schiena formano una topologia simmetrica e molte altre sezioni hanno una forma simmetrica.

### Topologie a scaletta
La topologia a scaletta, spesso chiamata topologia Cauer, prendendo il nome da Wilhelm Cauer (inventore del filtro ellittico), fu di fatto la prima utilizzata da George Campbell (inventore del filtro a costante k). Campbell pubblicò i suoi risultati nel 1922, ma aveva chiaramente utilizzato la topologia già da tempo, prima di questa data. Cauer per primo ottenne risultati importanti con la topologia a scaletta (pubblicando i suoi risultati nel 1926), ispirato dal lavoro di Foster (1924). Ci sono due forme di topologie di base a scaletta; sbilanciata e bilanciata. La topologia di Cauer di solito viene considerata una topologia a scaletta sbilanciata.
Una rete a scaletta è costituita da sezioni a L (sbilanciate) o da sezioni a C (bilanciate) asimmetriche in cascata. Nella forma corrispondente ai filtri passa-basso la topologia sarebbe costituita da induttori in serie e condensatori in shunt. Altre forme di banda avrebbero una topologia ugualmente semplice trasformata partendo dalla topologia passa-basso. La rete trasformata avrà delle ammettenze in shunt che saranno le reti duali delle impedenze in serie se esse erano duali nella rete iniziale - come nel caso delle induttanze in serie e dei condensatori in shunt.
| Sbilanciate     | Sbilanciate     | Sbilanciate | Sbilanciate | Sbilanciate            | Sbilanciate            |
| --------------- | --------------- | ----------- | ----------- | ---------------------- | ---------------------- |
| Semisezione a L | Semisezione a L | Sezione a T | Sezione a T | Sezione a Π (pi greco) | Sezione a Π (pi greco) |
|                 |                 |             |             |                        |                        |
| Rete a scaletta |                 |             |             |                        |                        |
|                 |                 |             |             |                        |                        |

| Bilanciate | Bilanciate | Bilanciate | Bilanciate                                                                                            | Bilanciate                                                                                            | Bilanciate                                                                                            |
| --- | --- | --- | --- | --- | --- |
| Semisezione a C | Semisezione a C | Sezione ad H | Sezione ad H                                                                                          | Sezione a box                                                                                         | Sezione a box                                                                                         |
| | | | | | |
| Rete a scaletta | | | | | |
| | | | | | |
| Sezione a X (centrale-T-Derivata) (I due rami Y hanno in comune un'estremità come i rami laterali di una T coricata) | Sezione a X (centrale-T-Derivata) (I due rami Y hanno in comune un'estremità come i rami laterali di una T coricata) | Sezione a X (centrale-T-Derivata) (I due rami Y hanno in comune un'estremità come i rami laterali di una T coricata) | Sezione a X (centrale-Π-Derivata) (I due rami Y sono paralleli come i rami laterali di un Π coricato) | Sezione a X (centrale-Π-Derivata) (I due rami Y sono paralleli come i rami laterali di un Π coricato) | Sezione a X (centrale-Π-Derivata) (I due rami Y sono paralleli come i rami laterali di un Π coricato) |
| | | | | | |

| N.B. | I libri di testo e gli schemi di progetto di solito mostrano le implementazioni sbilanciate, ma nel campo delle telecomunicazioni è spesso necessario convertire il progetto in un'implementazione bilanciata, quando viene usato con linee bilanciate. | modifica |

### Topologie a scaletta modificate

Topologia m-derivata in serie

La progettazione di filtri immagine, comunemente, fa uso di modifiche alla topologia a scaletta di base. Queste topologie, inventate da Otto Zobel, hanno le stesse bande passanti di quella a scaletta su cui sono basate ma le loro funzioni di trasferimento vengono modificate per migliorare alcune caratteristiche quali l'adattamento di impedenza, la reiezione di banda o la velocità di transizione da banda passante a banda da eliminare. Solitamente, la progettazione applica qualche trasformazione alla semplice topologia a scaletta: la topologia risultante è simile a quella a scaletta ma non obbedisce più alla regola che le ammettenze in shunt siano la rete duale delle impedenze in serie: ciò diventa inevitabilmente più complesso con un numero di componenti più elevato. Tali topologie includono:
- filtro m-derivato
- filtro di tipo mm'
- filtro generico di tipo mn

Il filtro di tipo m (m-derivato) è di gran lunga la topologia a scaletta con filtri immagine modificata più comunemente usata. Ci sono due topologie di tipo m per ognuna delle topologie a scaletta di base: quella derivata in serie e quella derivata in shunt. Queste hanno funzioni di trasferimento identiche ad ogni altra ma differenti impedenze immagine. Quando un filtro viene progettato con più di una banda passante, la topologia di tipo m si tradurrà in un filtro in cui ciascuna banda passante ha una risposta analoga nel dominio della frequenza. È possibile generalizzare la topologia di tipo m per i filtri con più di una banda passante utilizzando dei parametri m1, m2, m3 etc., che non siano uguali tra loro, il che si traduce in filtri con una generica topologia di tipo mn che hanno forme di banda che possono differire in diverse parti dello spettro delle frequenze.
La topologia di tipo mm' può essere pensata come una progettazione di tipo doppia m. Come per il tipo m essa ha la stessa forma di banda ma offre caratteristiche di trasferimento ulteriormente migliorate. Si tratta, tuttavia, di una progettazione raramente usata a causa dell'aumento del numero di componenti e della complessità rispetto a come, normalmente, richiedono sezioni con topologia a scaletta di base e sezioni di tipo m impiegate nello stesso filtro per ragioni di adattamento di impedenza. Ciò si trova normalmente solo in un filtro composto.

### Topologie con ponte a T

Un tipico equalizzatore con rete di Zobel con ponte a T utilizzato per correggere l<novwiki>'</novwiki>high end roll-off

I filtri di Zobel a resistenza costante utilizzano una topologia che è un po' diversa da quella di altri tipi di filtri, caratterizzata dall'avere una resistenza di ingresso costante a tutte le frequenze e dal fatto che per questi filtri si utilizzano componenti resistivi nella progettazione delle loro sezioni. Il maggior numero di componenti e di sezioni di queste progettazioni di solito limita il loro utilizzo alle applicazioni di equalizzazione. Le topologie solitamente associate con i filtri a resistenza costante sono la topologia con ponte a T e le sue varianti, consultare anche la voce Rete di Zobel:
- Topologia con ponte a T
- Topologia con ponte a T bilanciata
- Topologia con sezione a L aperta
- Topologia con sezione a L cortocircuitata
- Topologia con sezione a C aperta bilanciata
- Topologia con sezione a C cortocircuitata bilanciata

La topologia con ponte a T è usata anche in sezioni destinate a produrre un ritardo del segnale, ma in questo caso non vengono utilizzati componenti resistivi nella progettazione.

### Topologia reticolare

Filtro per correzione di fase con sezione a X a topologia reticolare

Sia la sezione a T (dalla topologia a scaletta) che il ponte a T (dalla topologia di Zobel) possono essere trasformate in una sezione di filtro a topologia reticolare ma in entrambi i casi ciò si traduce in un numero elevato di componenti e in una maggiore complessità. L'applicazione più comune dei filtri reticolari (sezioni a X) si trova nei filtri passa-tutto usati per equalizzazione di fase.
Sebbene le sezioni a T e con ponte a T possano sempre essere trasformate in sezioni a X, il viceversa non è sempre possibile a causa della possibilità che compaiano valori negativi di induttanza e capacità nella trasformazione.
La topologia reticolare è identica alla più familiare topologia a ponte, la differenza è semplicemente nella rappresentazione disegnata su carta piuttosto che in una reale differenza di topologia, circuiteria o funzione.

## Topologie attive

### Topologia a retroazione multipla

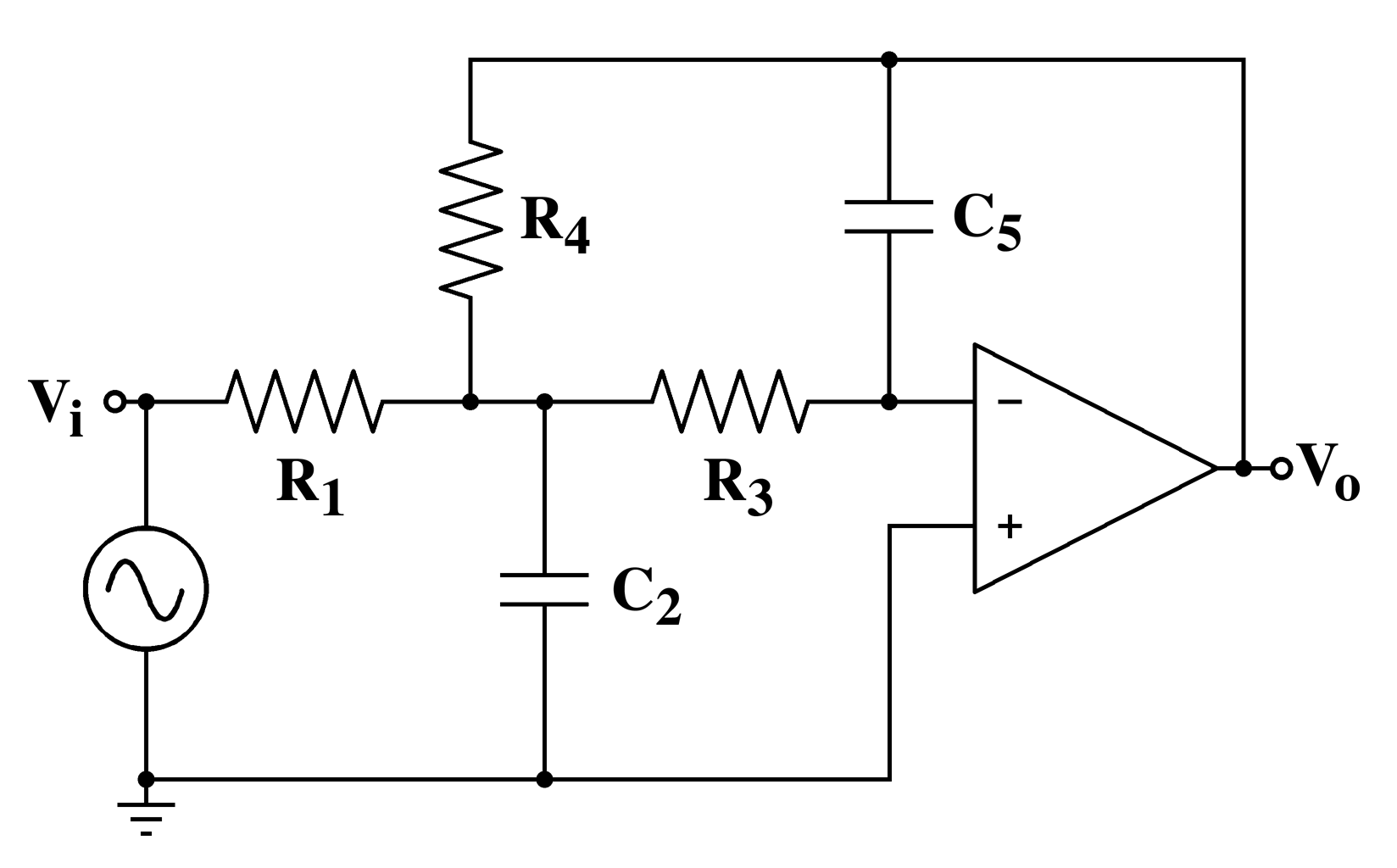
Circuito con topologia a retroazione multipla.

La topologia a retroazione multipla è una topologia dei filtri elettronici che viene usata per implementare un filtro aggiungendo due poli alla funzione di trasferimento. Uno schema della topologia circuitale per un filtro passa-basso del secondo ordine è mostrato nella figura sulla destra.
La funzione di trasferimento di un circuito con topologia a retroazione multipla, come per tutti i filtri lineari del secondo ordine, è:
{\displaystyle H(s)={\frac {V_{o}}{V_{i}}}=-{\frac {1}{As^{2}+Bs+C}}={\frac {K{\omega _{0}}^{2}}{s^{2}+{\frac {\omega _{0}}{Q}}s+{\omega _{0}}^{2}}}}.
In un filtro MF,
{\displaystyle A=(R_{1}R_{3}C_{2}C_{5})\,}
{\displaystyle B=R_{3}C_{5}+R_{1}C_{5}+R_{1}R_{3}C_{5}/R_{4}\,}
{\displaystyle C=R_{1}/R_{4}\,}
{\displaystyle Q={\frac {\sqrt {R_{3}R_{4}C_{2}C_{5}}}{(R_{4}+R_{3}+|K|R_{3})C_{5}}}} è il fattore di merito.
{\displaystyle K=-R_{4}/R_{1}\,} è il guadagno in tensione continua
{\displaystyle \omega _{0}=2\pi f_{0}=1/{\sqrt {R_{3}R_{4}C_{2}C_{5}}}} è la frequenza di taglio
Per trovare i valori dei componenti appropriati per ottenere le proprietà del filtro desiderate, è possibile seguire un approccio simile a quello seguito per una sezione in base alle scelte progettuali per la topologia alternativa di Sallen–Key.

### Topologia dei filtri biquad
Un filtro biquad è un tipo di filtro lineare che implementa una funzione di trasferimento che è il rapporto di due funzioni quadratiche. Il nome biquad è un'abbreviazione per biquadratica.
I filtri biquad tipicamente sono attivi e vengono implementati con una topologia ad amplificatore singolo biquad (SAB, dall'inglese single-amplifier biquad) oppure con una topologia ad anello a due integratori (in inglese two-integrator-loop). 
- La topologia SAB utilizza la retroazione per generare poli complessi e zeri che possono essere complessi. In particolare, la retroazione sposta i poli reali di un circuito RC allo scopo di generare le corrette caratteristiche del filtro.
- La topologia ad anello a due integratori viene derivata dalla riorganizzazione di una funzione di trasferimento biquadratica. La riorganizzazione equiparerà un segnale alla somma di un altro segnale, il suo integrale e l'integrale dell'integrale. In altre parole, la riorganizzazione rivela una struttura di filtro a variabili di stato. Utilizzando stati diversi come uscite, è possibile implementare qualsiasi tipo di filtro del secondo ordine.

La topologia SAB è sensibile alla scelta dei componenti e può essere molto difficile da regolare. Quindi, di solito il termine biquad si riferisce alla topologia con filtro a variabili di stato ad anello a due integratori.

#### Filtro di Tow-Thomas

Figura 1. La comune topologia di filtro biquad di Tow-Thomas.

Per esempio, la configurazione base in Figura 1 può essere usata o come un filtro passa-basso o come un filtro passa-banda a seconda del punto da dove viene prelevato il segnale di uscita.
La funzione di trasferimento passa-basso del secondo ordine è data da 
{\displaystyle H(s)={\frac {G_{\mathrm {lpf} }{\omega _{0}}^{2}}{s^{2}+{\frac {\omega _{0}}{Q}}s+{\omega _{0}}^{2}}}}
dove il guadagno del filtro passa-basso è {\displaystyle G_{\mathrm {lpf} }=-R_{2}/R_{1}}. 
La funzione di trasferimento passa-banda del secondo ordine è data da 
{\displaystyle H(s)={\frac {G_{\mathrm {bpf} }{\frac {\omega _{0}}{Q}}s}{s^{2}+{\frac {\omega _{0}}{Q}}s+{\omega _{0}}^{2}}}}.
dove il guadagno del filtro passa-banda è  {\displaystyle G_{\mathrm {bpf} }=-R_{3}/R_{1}}. In entrambi i casi, 
- la frequenza naturale è {\displaystyle \omega _{0}=1/{\sqrt {R_{2}R_{4}C_{1}C_{2}}}}.
- fattore di merito è {\displaystyle Q={\sqrt {\frac {{R_{3}}^{2}C_{1}}{R_{2}R_{4}C_{2}}}}}.

La larghezza di banda è approssimata da {\displaystyle B=\omega _{0}/Q} e Q è talvolta espresso come una costante di smorzamento {\displaystyle \zeta =1/2Q}. Se è richiesto un filtro passa-basso non invertente, il segnale di uscita può essere prelevato all'uscita del secondo amplificatore operazionale, dopo che è stato scambiato l'ordine del secondo integratore e dell'inverter. Se è richiesto un filtro passa-banda non invertente, l'ordine del secondo integratore e dell'inverter può essere scambiato e il segnale di uscita può essere prelevato all'uscita dell'amplificatore operazionale dell'inverter.

#### Filtro di Akerberg-Mossberg

Figure 2. The Akerberg-Mossberg biquad filter topology.

La Figura 2 mostra una variante della topologia di Tow-Thomas, nota come topologia di Akerberg-Mossberg, che utilizza un integratore di Miller a compensazione attiva, il quale migliora le prestazioni del filtro.